# Theloderma
Theloderma — рід земноводних підродини Rhacophorinae родини веслоногі. Має 28 видів.

## Опис

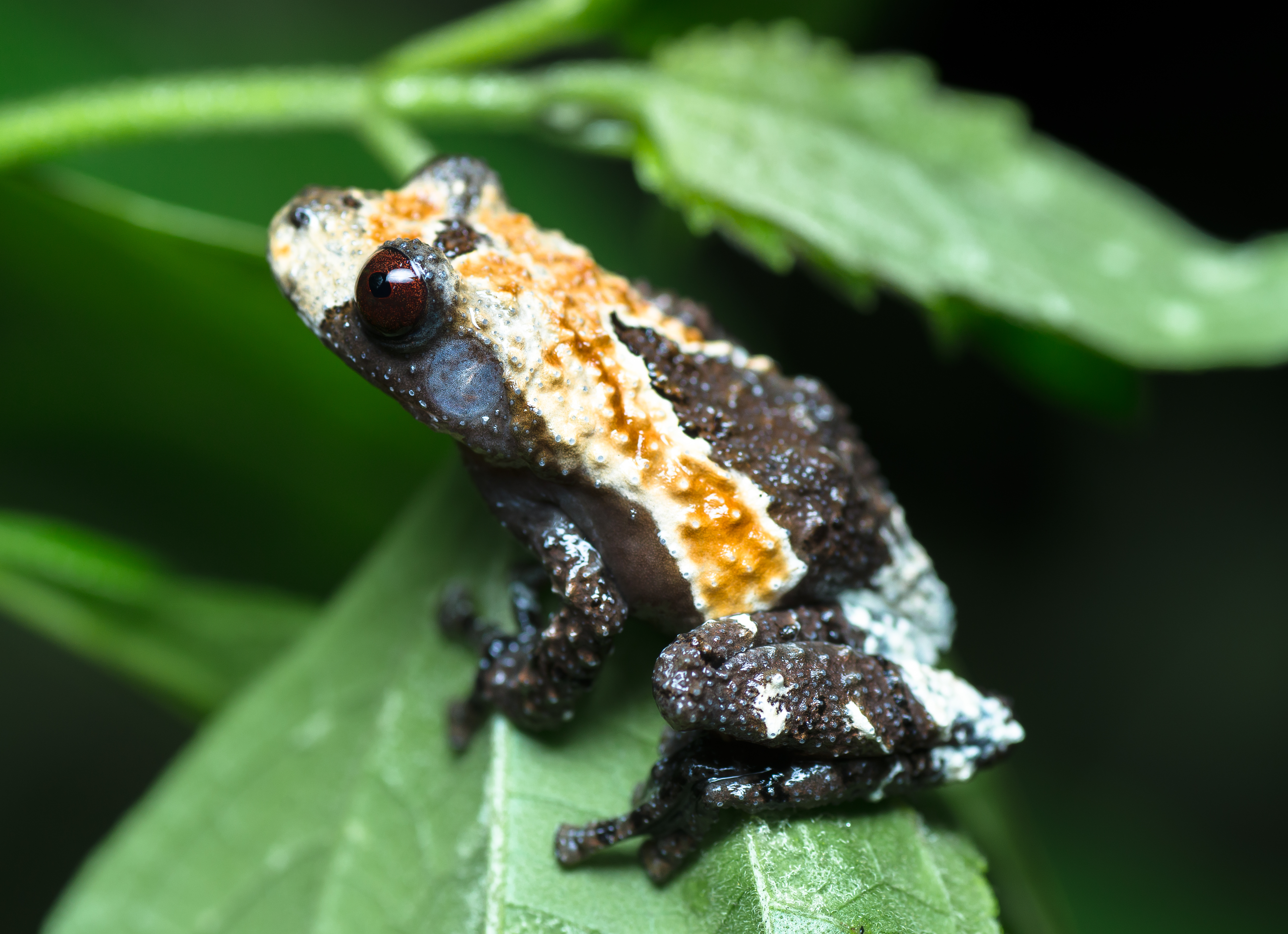
Theloderma albopunctatum

Загальна довжина представників цього роду коливається від 2,7 до 9 см. Відмінною особливістю цих земноводних є горбиста шкіра, яка робить їх схожими на лишайники або клаптики моху. Бородавчастими виростами часто вкрита не лише спина, голова і лапи, але й черево. На тлі овального, досить масивного тіла, часто не помітно, що телодерми наділені досить довгими задніми лапами, де добре виражена перетинка, яка доходила майже до кінців пальців, на передніх перетинка відсутня. Округлі присоски розвинені на всіх пальцях. Барабанна перетинка добре помітна, очі великі, високо підняті.
Забарвлення дуже різноманітне: від яскраво-зеленого з червоними плямами до темно-коричневого з білими плямами. Загальна властивість забарвлення всіх видів виражено лише в одному — вона чудово маскує жаб на поверхні субстрату, на якому вони мешкають.

## Спосіб життя
Полюбляють гірські, рівнинні дощові тропічні ліси. Ведуть деревний спосіб життя, дуже тісно прив'язані до води. Живляться безхребетними.
Це яйцекладні амфібії.

## Розповсюдження
Поширені від М'янми до Суматри (на півдні) та В'єтнаму та Китаю (на заході). Зустрічаються також в Індії та на о. Шрі-Ланка.

## Види
- Theloderma albopunctatum (Liu and Hu, 1962)
- Theloderma annae Nguyen, Pham, Nguyen, Ngo, and Ziegler, 2016
- Theloderma asperum (Boulenger, 1886)
- Theloderma auratum Poyarkov, Kropachev, Gogoleva, and Orlov, 2018
- Theloderma baibengense (Jiang, Fei, and Huang, 2009)
- Theloderma bicolor (Bourret, 1937)
- Theloderma corticale (Boulenger, 1903)
- Theloderma gordoni Taylor, 1962
- Theloderma horridum (Boulenger, 1903)
- Theloderma hekouense  Du, Wang, Liu & Yu, 2022
- Theloderma khoii Ninh, Nguyen, Nguyen, Hoang, Siliyavong, Nguyen, Le, Le & Ziegler, 2022
- Theloderma lacustrinum Sivongxay, Davankham, Phimmachak, Phoumixay, and Stuart, 2016
- Theloderma laeve (Smith, 1924)
- Theloderma lateriticum Bain, Nguyen, and Doan, 2009
- Theloderma leporosum Tschudi, 1838
- Theloderma licin McLeod and Norhayati, 2007
- Theloderma moloch (Annandale, 1912)
- Theloderma nagalandense Orlov, Dutta, Ghate, and Kent, 2006
- Theloderma nebulosum Rowley, Le, Hoang, Dau, and Cao, 2011
- Theloderma palliatum Rowley, Le, Hoang, Dau, and Cao, 2011
- Theloderma petilum (Stuart and Heatwole, 2004)
- Theloderma phrynoderma (Ahl, 1927)
- Theloderma pyaukkya Dever, 2017
- Theloderma rhododiscus (Liu and Hu, 1962)
- Theloderma ryabovi Orlov, Dutta, Ghate, and Kent, 2006
- Theloderma stellatum Taylor, 1962
- Theloderma truongsonense (Orlov and Ho, 2005)
- Theloderma vietnamense Poyarkov, Orlov, Moiseeva, Pawangkhanant, Ruangsuwan, Vassilieva, Galoyan, Nguyen, and Gogoleva, 2015
- Theloderma woltersi Ninh, T. T. Nguyen, H. H. Nguyen, Orlov, Le & Ziegler, 2024